# Condado de Grundy (Illinois)
O Condado de Grundy é um dos 102 condados do Estado americano de Illinois. A sede do condado é Morris, e sua maior cidade é Morris. O condado possui uma área de 1 115 km² (dos quais 27 km² estão cobertos por água), uma população de 37 535 habitantes, e uma densidade populacional de 35 hab/km² (segundo o censo nacional de 2000). O condado foi fundado em 17 de fevereiro de 1841.